# 南霍默鎮區 (伊利諾伊州尚佩恩縣)
南霍默鎮區（英語：South Homer Township）是位於美國伊利諾伊州尚佩恩縣的一個行政鎮區。

## 地方資料
根據2010年美國人口普查的數據，南霍默鎮區的面積為73.20平方千米，當中陸地面積為72.40平方千米，而水域面積為0.80平方千米。當地共有人口1585人，而人口密度為每平方千米21.65人。